# حركة المناخ الشبابية
حركة المناخ الشبابية أو الحركة المناخية الشبابية الدولية، شبكة دولية من المنظمات الشبابية التي تهدف بشكل جماعي إلى إلهام وتمكين وتعبئة حركة أجيال شبابية لاتخاذ إجراءات إيجابية بشأن التغير المناخي.

## التنظيم

### التأسيس
شارك الأفراد الشباب منذ قمة الأرض في ريو عام 1992 في المفاوضات الدولية المتعلقة بقضايا البيئة والتنمية المستدامة المختلفة.  وقد بدأت المنظمات التي يديرها الشباب مع تشكيل منتدى الشباب الأوروبي في عام 1996، ومنظمة الشباب الأمريكية «سوستين يوإس» في عام 2001، في إرسال وفود الشباب للمشاركة بنشاط في هذه المفاوضات العالمية المختلفة، وبشكل أساسي من خلال الأمم المتحدة.
شارك الشباب الأفراد في اتفاقية الأمم المتحدة الإطارية بشأن التغير المناخي، ومع تحديث مستوى مشاركة منظمات الشباب في المفاوضات الدولية، بدأت منظمات الشباب في اعتبار مفاوضات الأمم المتحدة بشأن المناخ كمنتدى جديد لزيادة مشاركة الشباب فيها.
انعقدت اتفاقية الأمم المتحدة بشأن التغير المناخي (كوب 11 أو كوب/موب 1) في قصر المؤتمرات في مونتريال في كندا بين 28 نوفمبرو9 ديسمبر 2005. حضرت وفود الشباب من الدول الأعضاء، بما في ذلك الولايات المتحدة (عبر سوستين يوإس) وكندا وأستراليا، للمناصرة نيابة عن الشباب. تطور نتيجة لذلك مفهوم الحركة المناخية الشبابية الدولية لأول مرة، رغم الإشارة إليها في الأصل باسم وفد الشباب الدولي، في إشارة إلى مندوبي الشباب في مفاوضات المناخ الدولية.
أُطلق بعد ذلك التحالف الشبابي الكندي للمناخ في سبتمبر 2006، والذي يتكون من 48 منظمة شبابية من جميع أنحاء البلاد. تبع ذلك تأسيس التحالف الشبابي الأسترالي للمناخ في نوفمبر، والذي كان بحد ذاته ائتلافًا من 27 منظمة شبابية من جميع أنحاء أستراليا.
انضمت شبكة المناخ الشبابية الهندية إلى الحركة المناخية الشبابية العالمية في مارس 2008، بينما أنشأ سفيرا المملكة المتحدة في الصندوق العالمي لرحلة الطبيعة لبرنامج المستقبل، إيما بيرمان وكاسبر تير كويل، تحالف المناخ الشبابي في المملكة المتحدة في يونيو 2008، بعد عودتهما من القطب الشمالي في مشاهدة لتأثير التغير المناخي. كما تأسست تحالفات في إفريقيا والصين واليابان وجزر المحيط الهادئ وجنوب آسيا بنفس بيان مهمة حركة المناخ الشبابية الدولية.

### الهيكلية
شكلت المنظمات الشبابية في أنحاء العالم تحالفات لاتخاذ إجراءات إيجابية بشأن التغير المناخي، مثل تحالف المناخ الشبابي في المملكة المتحدة، والذي يقوده فريق من الشباب بالكامل. ينتمي كل تحالف مناخي أو شبكة مناخية إلى حركة إقليمية أو قارية. وتشمل هذه الحركات مبادرة الشباب الأفريقي بشأن التغير المناخي، وشبكة منطقة البحر الكاريبي البيئية الشبابية، وحركة الشباب الأوروبية للمناخ، ومشروع البقاء للمحيط الهادئ، وحركة العمل المناخي الشبابية في بلدان الشمال الأوروبي، وشبكة شمال شرق آسيا الشبابية البيئية، وتحالف المناخ الشبابي في أمريكا الجنوبية، وشبكة جنوب آسيا البيئية الشبابية. تجتمع هذه المنظمات المحلية والوطنية والقارية معًا لتشكيل حركة المناخ الشبابية الدولية.